# Большое Кузьмино (Мордовия)
Большое Кузьмино — село в Ардатовском районе Мордовии (Россия). Входит в Куракинское сельское поселение.

## География
Расположено в 25 км от районного центра, города Ардатова, и в 40 км от железнодорожной станции Ардатов.

## Название
Название — антропоним: одним из первопоселенцев, основателей населённого пункта был владелец Улешевской пустоши Кузьма Федорович Хрипунов — служилый человек на Алаторско-Цывильской засечной черте юго-восточной границы Российского государства. Со второй половины XIX в. Кузьмино именуется как Большое Kyзьмино, а деревня Kyзьминка, основанная переселенцами из Большого Кузьмина, называется Mалое Kyзьмино.

## История
Основано село в XVII веке.
Согласно «Списку населённых мест Симбирской губернии» (1863) Кузьмино — владельческое село из 109 дворов и 791 жителя. В селе был винокуренный завод. 
Исходя из данных «Списка населённых мест Симбирской губернии» (1884) следует, что Большое Кузьмино относилось к Силинской волости. Село на тот момент состояло из 110 дворов с 694 жителями.
В 1913 году Большое Кузьмино насчитывало 170 дворов (1051 чел.).
В 1765 году, со строительством деревянного храма во имя святителя Николая, архиепископа Мирликийского, возник самостоятельный приход. В 1884 году помещик Дмитрий Васильевич Скребнев возле храма построил каменную Александро-Невскую часовню в память мученической кончины императора Александра II. В 1891 г. при храме открылась церковно-приходская школа. К приходу были приписаны также жители сельца Саврасова и деревни Тихоновки. В советское время храм и часовня были уничтожены. Приход не восстановлен по причине почти полного исчезновения населения.
В годы коллективизации в селе был образован колхоз «им. Ворошилова» и создан Большекузьминский сельсовет.
Из «Списка населённых пунктов Средне-Волжского края» за 1931 год известно, что в селе располагалось 263 хозяйства с населением 1346 человек. Преобладающая народность — русские.

## Население
| 2001 | 2002 | 2010 |
| ---- | ---- | ---- |
| 233  | ↘204 | ↘168 |